# Грб Лаоса
Грб Лаоса је званични хералдички симбол Лаоске Народне Демократске Републике. Грб има облик амблема и усвојен је 1992. године. Не разликује се превише од старијег грба, који је био у употреби од 1975. године.
На грбу доминира народно светиште, храм у Фа Тат Луангу. Испред храма је приказана брана која симболизује хидроелектрану на резервоару Нам Нгун. Приказан је и асфалтирани пут и стилизовано поље риже. На дну грба се налази зупчаник, симбол индустријализације земље. На левој страни траке пише „мир, независност, демократија“ (лао. ສັນຕິພາບ ເອກະລາດ ປະຊາທິປະໄຕ), на десној „јединство и просперитет“ (лао. ເອກະພາບ ວັດຖະນາຖາວອນ), а у средини пуни назив државе.
Грб је 1991. године модификован услед промена у совјетском блоку. Комунистички симболи, црвена звезда и срп и чекић, замењени су храмом у Фа Тат Луангу. Грб је описан у лаоском уставу:
Национални амблем Лао Народне Демократске Републике је круг који на дну приказује једну половину зупчаника и црвену траку са натписом „Лао Народна Демократска Република“, обавијен око свежњева риже на обе стране и црвеним тракама које носе натпис „мир, независност, демократија, јединство, просперитет“. Приказ пагоде Фа Тат Луанг налази се између врхова свежњева риже. Пут, поље риже, шума и брана су приказани у средини круга.— Устав Лао Народне Демократске Републике § 90

## Галерија
- Грб монархије (1949-1975)
- Грб лаоског Министарства пољопривреде и шумарства